# Giorgio Alberto di Brandeburgo-Kulmbach
Giorgio Alberto di Brandeburgo-Kulmbach (Bayreuth, 20 marzo 1619 – Bayreuth, 27 settembre 1666) fu margravio di Brandeburgo-Kulmbach.

## Biografia
Giorgio era figlio di Cristiano di Brandeburgo-Bayreuth e della moglie Maria di Prussia.
Suo fratello maggiore Ermanno morì nel 1651, quattro anni prima del padre. Ma comunque Giorgio non poté ereditare il Principato di Bayreuth, in quanto Ermanno aveva avuto un erede, Cristiano Ernesto. Comunque fu scelto come reggente per il nipote, in quanto alla morte di Cristiano era ancora minorenne.

## Matrimoni e discendenti
Giorgio si sposò due volte. Nel 1651 sposò Maria Elisabetta di Schleswig-Holstein-Sonderburg-Glücksburg, dalla quale ebbe tre figli:
- Ermanno Filippo (1659-1678);
- Cristiano Enrico (1661-1708);
- Carlo Augusto (1663-1731).

Nel 1665 sposò Sofia Maria di Solms-Baruth, dalla quale ebbe un figlio:
- Giorgio Alberto (1666-1703).

## Ascendenza
|                                         |                      |                                   | Genitori                         |  |  | Nonni |  |  | Bisnonni                     |  |  | Trisnonni                   |  |
|                                         |                      |                                   |                                  |  |  |       |  |  | Gioacchino II di Brandeburgo |  |  | Gioacchino I di Brandeburgo |  |
|                                         |                      |                                   |                                  |  |  |       |  |  | Gioacchino II di Brandeburgo |  |  | Gioacchino I di Brandeburgo |  |
|                                         |                      | Elisabetta di Danimarca           |                                  |  |  |       |  |  | Gioacchino II di Brandeburgo |  |  |                             |  |
| Giovanni Giorgio di Brandeburgo         |                      |                                   |                                  |  |  |       |  |  | Gioacchino II di Brandeburgo |  |  |                             |  |
|                                         |                      | Maddalena di Sassonia             | Giorgio di Sassonia              |  |  |       |  |  |                              |  |  |                             |  |
|                                         |                      | Maddalena di Sassonia             | Giorgio di Sassonia              |  |  |       |  |  |                              |  |  |                             |  |
|                                         |                      | Maddalena di Sassonia             | Barbara Jagellona                |  |  |       |  |  |                              |  |  |                             |  |
| Cristiano di Brandeburgo-Bayreuth       |                      | Maddalena di Sassonia             |                                  |  |  |       |  |  |                              |  |  |                             |  |
|                                         |                      | Gioacchino Ernesto di Anhalt      | Giovanni IV di Anhalt-Zerbst     |  |  |       |  |  |                              |  |  |                             |  |
|                                         |                      | Gioacchino Ernesto di Anhalt      | Giovanni IV di Anhalt-Zerbst     |  |  |       |  |  |                              |  |  |                             |  |
|                                         |                      | Gioacchino Ernesto di Anhalt      | Margherita di Brandeburgo        |  |  |       |  |  |                              |  |  |                             |  |
| Elisabetta di Anhalt-Zerbst             |                      | Gioacchino Ernesto di Anhalt      |                                  |  |  |       |  |  |                              |  |  |                             |  |
|                                         |                      | Agnese di Barby                   | Wolfgang I di Barby              |  |  |       |  |  |                              |  |  |                             |  |
|                                         |                      | Agnese di Barby                   | Wolfgang I di Barby              |  |  |       |  |  |                              |  |  |                             |  |
|                                         |                      | Agnese di Barby                   | Agnese di Mansfeld zu Mittel-Ort |  |  |       |  |  |                              |  |  |                             |  |
| Giorgio Alberto di Brandeburgo-Kulmbach |                      | Agnese di Barby                   |                                  |  |  |       |  |  |                              |  |  |                             |  |
|                                         | Alberto I di Prussia | Federico I di Brandeburgo-Ansbach |                                  |  |  |       |  |  |                              |  |  |                             |  |
|                                         | Alberto I di Prussia | Federico I di Brandeburgo-Ansbach |                                  |  |  |       |  |  |                              |  |  |                             |  |
|                                         | Alberto I di Prussia | Sofia di Polonia                  |                                  |  |  |       |  |  |                              |  |  |                             |  |
| Alberto Federico di Prussia             | Alberto I di Prussia |                                   |                                  |  |  |       |  |  |                              |  |  |                             |  |
|                                         |                      | Anna Maria di Brunswick-Lüneburg  | Eric I di Brunswick-Lüneburg     |  |  |       |  |  |                              |  |  |                             |  |
|                                         |                      | Anna Maria di Brunswick-Lüneburg  | Eric I di Brunswick-Lüneburg     |  |  |       |  |  |                              |  |  |                             |  |
|                                         |                      | Anna Maria di Brunswick-Lüneburg  | Elisabetta di Brandeburgo        |  |  |       |  |  |                              |  |  |                             |  |
| Maria di Prussia                        |                      | Anna Maria di Brunswick-Lüneburg  |                                  |  |  |       |  |  |                              |  |  |                             |  |
|                                         |                      | Guglielmo di Jülich-Kleve-Berg    | Giovanni III di Kleve            |  |  |       |  |  |                              |  |  |                             |  |
|                                         |                      | Guglielmo di Jülich-Kleve-Berg    | Giovanni III di Kleve            |  |  |       |  |  |                              |  |  |                             |  |
|                                         |                      | Guglielmo di Jülich-Kleve-Berg    | Maria di Jülich-Berg             |  |  |       |  |  |                              |  |  |                             |  |
| Maria Eleonora di Jülich-Kleve-Berg     |                      | Guglielmo di Jülich-Kleve-Berg    |                                  |  |  |       |  |  |                              |  |  |                             |  |
|                                         |                      | Maria d'Austria                   | Ferdinando I d'Asburgo           |  |  |       |  |  |                              |  |  |                             |  |
|                                         |                      | Maria d'Austria                   | Ferdinando I d'Asburgo           |  |  |       |  |  |                              |  |  |                             |  |
|                                         |                      | Maria d'Austria                   | Anna Jagellone                   |  |  |       |  |  |                              |  |  |                             |  |
|                                         |                      | Maria d'Austria                   |                                  |  |  |       |  |  |                              |  |  |                             |  |